# Primulin
Primulin, systematische Bezeichnung nach Colour Index Direct Yellow 59, ist ein Direktfarbstoff aus der Gruppe der Thiazol-Farbstoffe, der zwei Benzothiazol-Ringsysteme enthält.

## Gewinnung und Darstellung
Primulingelb kann durch Sulfonierung der Primulinbase gewonnen werden.
Diese lässt sich über Dehydrothiotoluidin aus para-Toluidin und Schwefel darstellen.

## Verwendung
Primulin ist seit Mitte des 19. Jahrhunderts zur Färbung von Baumwolle bekannt.
Es wurde erstmals 1935 als Vitalfärbung eingesetzt. Mit Primulin lassen sich besonders gut Pollen anfärben.